# Estado constitucional de derecho
Para otros conceptos similares ver: Estado de derecho, Imperio de la ley, Rechtsstaat.
Para el ámbito legal, ver Principio de legalidad.
Según la doctrina (incluida la italiana), el Estado de derecho fue aprobado por el Estado constitucional de derecho, fórmula de derivación alemana (Verfassungsstaat). 
Es aquella sociedad donde rige la Constitución y las demás leyes están subordinadas a ella.

## Estado y legalidad
La ley está subordinada a la constitución, que es rígida, y el Tribunal Constitucional se establece para garantizar su cumplimiento. 
El principio de legalidad no solo obliga a la administración y la jurisprudencia, sino también al legislador ordinario, que debe respetar la constitución.
Además de la reserva de ley ordinaria, que establece que una determinada cuestión debe ser regulada por la ley, se introducen al estado de derecho fortalecido, que también limita la discreción del legislador ordinario, y el tema de Derecho constitucional. 
El Estado constitucional de Derecho implica un conocimiento que pasa de la teoría cognitiva del Derecho.